# Bayerisches Landwirtschaftliches Wochenblatt
Das Bayerische Landwirtschaftliche Wochenblatt ist in Deutschland die auflagenstärkste landwirtschaftliche Fach- und Familienzeitschrift. Die verbreitete Auflage liegt bei ca. 88.000 Exemplaren (Stand: Zweites Quartal 2020), die Auflage ist IVW-geprüft. Die Zeitschrift wird vom Deutschen Landwirtschaftsverlag in München herausgegeben und erscheint mit fünf Regionalausgaben in Bayern und Österreich.
Der Titel ist seit dem Jahr 1810 auf dem Markt. Damit ist die Zeitung eine der ältesten landwirtschaftlichen Fachzeitschriften in Deutschland. Das Bayerische Landwirtschaftliche Wochenblatt erreicht nahezu alle landwirtschaftlichen Betriebe in Bayern, was rund einem Drittel der gesamten landwirtschaftlichen Betriebe in Deutschland entspricht. Chefredakteur des Bayerischen Landwirtschaftlichen Wochenblatts ist seit 2012 der Diplom-Agraringenieur Sepp Kellerer. 2022 übernahm Claudia Bockholt als Chefredakteurin die operative Führung der Redaktion.

## Profil und Ausrichtung
Als Fachzeitschrift informiert das Blatt über alle Themen der Produktion, der Landtechnik, des landwirtschaftlichen Bausektors, der modernen Betriebsführung sowie der Vermarktung und der Bioenergieerzeugung. Das Bayerische Landwirtschaftliche Wochenblatt vermittelt darüber hinaus Informationen über regionale und überregionale Agrarpolitik, marktpolitische Entwicklungen, Recht, Finanzen, Steuern sowie Soziales.
Jede Ausgabe enthält den Thementeil „Dorf und Familie“ für die landwirtschaftliche Haushaltsführung und das Leben auf dem Land. Für die Regionen Oberbayern/Schwaben, Franken, Ostbayern und Österreich erscheinen wöchentlich Regionalseiten, für das Allgäu die Beilage Unser Allgäu. Es erreicht rund 85 % der landwirtschaftlichen Betriebe in Bayern (agriMA 2009) und außerdem die Landwirtschaft in den benachbarten Regionen in Österreich.
Anlässlich des 200-jährigen Geburtstags des Bayerischen Landwirtschaftlichen Wochenblatts lud Landwirtschaftsminister Helmut Brunner am 9. Dezember 2010 zu einem Staatsempfang in die Münchner Residenz ein. In seiner Festrede sagte Staatsminister Brunner: "Das Bayerische Landwirtschaftliche Wochenblatt informiert nicht nur, sondern es inspiriert auch Woche für Woche."

## Historie

### Veröffentlichung der ersten Ausgabe

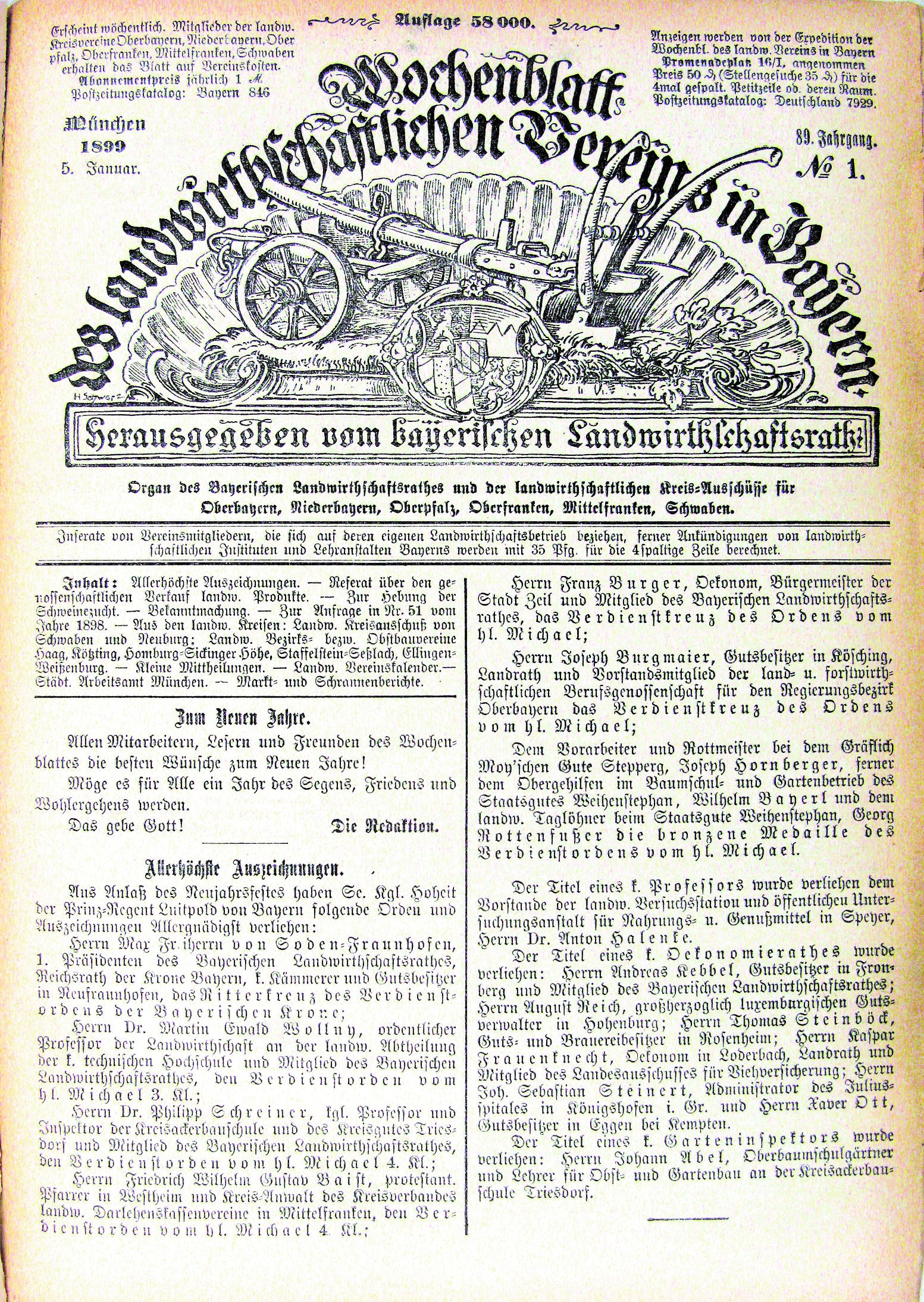
Titelmotiv des "Wochenblatts des landwirtschaftlichen Vereins in Bayern" aus dem Jahr 1899.

Die Zeitschrift kann inzwischen auf 210 Jahre Tradition zurückblicken. Im Jahr 1809 richteten rund 60 Personen, überwiegend Adlige und Akademiker – ein Gesuch an den bayerischen König Max I. Er sollte die Genehmigung für die Gründung eines Landwirtschaftlichen Vereins erteilen. Diesem Gesuch wurde zum Jahresende 1809 stattgegeben. Die Gründung des „Landwirtschaftlichen Vereins“ erfolgte 1810, und in dessen Satzung war als eine zentrale Aufgabe die Herausgabe einer Zeitschrift für die Landwirtschaft festgelegt. Am 19. Dezember 1810 erhielt das Wochenblatt von den Vereinsoberen den endgültigen Segen, und das erste Heft erschien schließlich am 1. Januar 1811.

### Inhalt des ersten Heftes
Veröffentlicht werden sollten auf 32 Seiten neben Vereinsregularien und Versammlungsberichten
- „die Resultate landwirthschaftlicher, physikalischer und chemischer Versuche“
- „vorläufige Notizen über merkwürdige Entdeckungen, Erfindungen und Erfahrungen, welche auf den Landbau Bezug haben“
- „Anfragen über landwirthschaftliche Gegenstände und Beantwortungen derselben“.[14]

Von Anfang an wandte sich das „Wochenblatt des landwirthschaftlichen Vereins in Bayern“ fachlichen Themen zu. Auftrag des Wochenblattes war es mithin von Anfang an, wichtige Erkenntnisse und Neuerungen allen Mitgliedern des Vereins und darüber hinaus zur Verfügung zu stellen. Der erste verantwortliche Redakteur des Wochenblattes hieß Franz Paula von Schrank, Professor an der Universität in Ingolstadt, hoch geachteter Botaniker, Insektenforscher und Mitglied des Jesuitenordens. Überdies war von Schrank, der erste Direktor des Botanischen Gartens in München.

### Entwicklung in den Folgejahren
Nach einer zunehmenden Zersplitterung erschien die Fachzeitschrift im Jahr 1896 wieder als gemeines Wochenblatt unter dem Titel „Wochenblatt des landwirthschaftlichen Vereins in Bayern“. Schon schnell stiegen die Auflagenzahlen auf über 100.000 Exemplare pro Woche. 1910 konnte das Wochenblatt seine Auflage auf 108.000 Exemplare steigern. Das Wochenblatt entwickelte sich zu einer vollwertigen modernen Fachzeitschrift, die umfassend, fachlich kompetent und möglichst unabhängig über die Belange der bayerischen Staatsregierung informierte. An der Aufmachung und dem Verbreitungsgebiet ergaben sich bis 1933 trotz des Ersten Weltkrieges und den Anfängen des Dritten Reiches keine Veränderungen. 1933 wurde der „Landwirtschaftliche Verein“ aufgelöst und so die Gleichschaltung eingeleitet.

### Nachkriegszeit
Nach dem Zweiten Weltkrieg fiel Bayern – ohne die Pfalz – 1945 unter amerikanische Besatzung. Um die Versorgungslage der deutschen Bevölkerung schnell zu verbessern, kam der Landwirtschaft eine ganz besondere Bedeutung zu. Dr. Alois Schlögl wurde zum Organisator der demokratischen Agrar-Organisation in Bayern. Zusammen mit Max Österreicher gründete er das neue Wochenblatt für ganz Bayern. Dr. Alois Schlögl und Max Österreicher erhielten eine der ersten Presselizenzen in Bayern. Mit dieser gründeten sie am 9. August 1948 den Bayerischen Landwirtschaftsverlag (später BLV Verlagsgesellschaft) und leiteten die Wiedergeburt des Wochenblattes unter dem Titel „Bayerisches Landwirtschaftliches Wochenblatt“ in die Wege. Am 5. Januar 1946 erschien die erste Ausgabe des Nachkriegs-Wochenblattes.
Nach dem Zweiten Weltkrieg stieg die Auflage des Bayerischen Landwirtschaftliches Wochenblattes auf knapp 120.000 Stück. Erst 1951 erlangte das Bayerische Landwirtschaftliche Wochenblatt wieder seine volle redaktionelle Souveränität. Im Untertitel dokumentierten die Verantwortlichen die neue Freiheit, indem sie die Verbundenheit zum Bayerischen Bauernverband (BBV) und zum Bayerischen Raiffeisenverband (Genossenschaftsverband) explizit im Titelkopf der Fachzeitschrift auswiesen.

### Einführung von Regionalausgaben
Im Jahr 1990 verstärkte die Redaktion die regionale Berichterstattung um fünf Regionalausgaben. Zielsetzung war es, hierdurch die Interessen und Bedürfnisse der Leser noch besser zu erfüllen und regionale Geschehnisse anschaulich abbilden zu können. In den Folgejahren verstärkte die Redaktion die Regionalisierung des Wochenblattes, indem Regionalteile für Oberbayern, Schwaben, Franken und Ostbayern durch Wechselseiten innerhalb des Heftes eingeführt wurden. Das lokale Korrespondentennetz wurde stetig weiter ausgebaut. Am 27. August 1994 wurde erstmals – mit Blick auf den EU-Beitritt Österreichs, eine Ausgabe für Österreich produziert, die seitdem wöchentlich erscheint. Für das Allgäu wird eine Beilage unter dem Titel „Unser Allgäu“ produziert.

### Ausbau der digitalen Angebote
Im Jahr 2001 startete das Bayerische Landwirtschaftliche Wochenblatt sein Online-Angebot unter www.wochenblatt-dlv.de, welches unter anderem neben Nachrichten zur Agrarpolitik, Agrarwirtschaft, Marktdaten und hilfreichen Hintergrundberichten auch Bildergalerien und eigens produzierte Bewegtbildbeiträge bietet. Ein weiterer Onlineservice sind das ePaper mit Archiv, ein täglicher Newsletter, Stellenangebote und Termine. Das Bayerische Landwirtschaftliche Wochenblatt ist zudem im sozialen Netzwerk Facebook vertreten.

## Thematische Beilagen
Das Bayerische Landwirtschaftliche Wochenblatt veröffentlicht zudem Sonderbeilagen mit thematischen Schwerpunkten. So bietet der Landtechnikführer ein umfassendes Service- und Händlerverzeichnis, während der jährliche „Sortenführer Bayern“ alle relevanten Ergebnisse der Landessortenversuche aus Bayern aufzeigt und sich den Kulturen Getreide, Raps, Mais, Soja und Kartoffel widmet. Die Druckauflage des Sortenführer Bayern beträgt nach Verlagsangaben 90.000 Zeitschriften.

## Chefredakteure
- 1810: Professor Franz Paula von Schrank, Botaniker und Insektenforscher, erster Direktor des Botanischen Gartens
- 1860er: Adam Müller, General-Sekretär des Landwirthschaftlichen Vereins
- 1946: Dr. Alois Schlögl
- 1946–1956: Xaver Ragl
- 1957–1981: Anton Burghardt
- 1981–1994: Ludwig Gaul
- 1993–2012: Johannes Urban
- Seit 2012: Sepp Kellerer[24]
- Seit 2022: Claudia Bockholt[8]

## Gesellschaftliches Engagement

### Bayerisch Landwirtschaftlicher Hofball
Das Bayerische Landwirtschaftliche Wochenblatt organisiert seit 2014 jährlich den „Bayerischen Landwirtschaftlichen Hofball“, welcher unter anderem von bekannten bayerischen Musikgruppen untermalt wird. Im Jahr 2020 empfing Chefredakteur Sepp Kellerer mehr als 550 Gäste aus ganz Bayern und Österreich.

### Buchverkauf
Von jedem verkauften Exemplar des Buches „Alle lieben Brotzeit“, welches vom Bayerischen Landwirtschaftlichen Wochenblatt herausgegeben wird, spendet der Deutsche Landwirtschaftsverlag vom Verkaufserlös einen Euro an einen gemeinnützigen Zweck. So konnte beispielsweise im Jahr 2020 der Verein brotZeit e.V. mit mehr als 6000 Euro unterstützt werden. Die Spende reichte aus, um eine Schule ein Jahr lang mit gesundem Frühstück zu versorgen.

## Auszeichnungen
Die Redaktion des Bayerischen Landwirtschaftlichen Wochenblattes hat bereits eine Reihe an Preisen gewonnen. So erhielt die Fachzeitschrift unter anderem bei einem Staatsempfang den Medienpreis „Nachwachsende Rohstoffe“ überreicht. Auch eine Reihe an Mitarbeitenden des Bayerischen Landwirtschaftlichen Wochenblatts sind preisgekrönt. Unter anderem erhielt Helmut Süß in der Kategorie Fachbeitrag den Journalistenpreis „Grüne Reportage“ des Verbandes Deutscher Agrarjournalisten in den Jahren 2018 und 2020. Johanna Kallert wurde 2005 von der Deutschen Diabetes-Stiftung mit deren Medienpreis ausgezeichnet.